# Mary Dyer
Mary Barrett Dyer (c. 1611 – 1 de junho de 1660) foi uma puritana Inglesa que se converteu para a seita dos Quaker e foi enforcada em Boston, Massachusetts por ter infringido a Lei que proibia o culto dessa seita na Colônia. Ela é conhecida como uma dos quatro Quaker executados chamados de "Mártires de Boston".

O casamento de Mary Barrett com William Dyer (Dier, Dyre), foi registrado na igreja de St Martin-in-the-Fields, em 27 de outubro de 1633 Por volta de 1637 o casal começou a apoiar Anne Hutchinson, que pregava pela colônia que Deus falava diretamente com as pessoas e não apenas com os clérigos e reverendos. Os dois passaram a se envolver com Anne Hutchinson em atos considerados heréticos, where they worked to organize groups of women and men to study the Bible de acordo com as leis teocráticas da colônia de Massachusetts.
Em 17 de outubro de 1637 Mary deu luz a um bebê com deformação que foi enterrado logo após o nascimento em cerimônia privada. Após a família de Anne Hutchinson e os Dyer terem sido banidos da Colônia em janeiro de 1637-8, as autoridades tomaram conhecimento do nascimento monstruoso", e em março de 1638 o governador exumou o corpo, antes que os habitantes da colônia o fizessem.
O governador enviou a descrição do feto para inúmeras pessoas e o nascimento foi considerado prova de heresia.
Em 1638, Mary Dyer e o seu marido William foram banidos da colônia junto com Hutchinson. Eles e mais um grupo de cerca de 20 pessoas se mudaram para Portsmouth, vilarejo de Rhode Island.
Mary Dyer e seu marido viajaram para a Inglaterra com um teólogo chamado Roger Williams e John Clarke. Em 1652, Mary se juntou aos Quakers após ouvir uma pregação do seu fundador, George Fox. Simpatizando com suas ideias e achando parecidas com as que ela e Anne seguiam, Mary começou a pregar por si própria.
William Dyer voltou para Rhode Island em 1652. Mary Dyer continuou na Inglaterra até 1657. No ano seguinte ela retornou a Boston para protestar contra uma lei que bania os Quakers, foi presa e expulsa da colônia, sendo que seu marido, que não havia se convertido, não foi preso.
Mary continuou viajando pela Nova Inglaterra e pregando o Quakerismo, sendo presa novamente em New Haven, Connecticut em 1658. Após ser libertada, ela voltou para Massachusetts e visitou dois Quakers, William Robinson e Marmaduke Stephenson, que também haviam sido presos. Novamente ela foi presa e banida permanentemente da colônia. Mary viajou novamente para Massachusetts com um grupo de Quakers para protestar outra vez contra a lei que proibia os Quakers, e foi novamente presa e sentenciada a morte. Após um pequeno julgamento, dois Quakers foram enforcados, mas por causa da amizade de William Dyler com o governador, John Winthrop ele deu uma chance para que ela se arrependesse, embora Mary tenha se recusado a negar sua fé Quaker.[carece de fontes?]
Ela foi forçada a retornar para Rhode Island, indo pregar em Long Island, Nova York, mas sua consciência a fazia ir para Massachusetts e protestar contra as proibições. Mesmo com o apelo de sua família, ela retornou para colônia, foi condenada e sentenciada a morte em 31 de maio. No dia seguinte foi enforcada no Boston Common pelo crime de ser uma Quaker no Estado de Massachusetts. Acabou se tornado uma mártir. Sua execução é descrita por Edward Burrough em Um símbolo da perseguição e do martírio do povo de Deus, conhecidos como Quakers, na Nova Inglaterra, por adorar o Senhor. (1661).
| “                               | Nay, I came to keep bloodguiltiness from you, desireing you to repeal the unrighteous and unjust law made against the innocent servants of the Lord. Nay, man, I am not now to repent. | ” |
| — Últimas palavras de Mary Dyer | |   |

Uma estátua de bronze feita pela Quaker Sylvia Shaw Judson se ergue em frente a assembleia de Massachusettsl em Boston; uma copia se encontra Friends Center no centro da Filadélfia, e outra no Earlham College em Richmond, Indiana.